# 尾崎ななみ
尾崎 ななみ（おざき ななみ、1988年2月17日 - ）は、日本のファッションモデル、タレントである。ホリ・エージェンシーに所属（2012年退社）。

## 来歴
三重県伊勢市出身。2007年「ミス東京ガールズコレクション2007」特別賞受賞。第58回ミス伊勢志摩グランプリ受賞（2014年）。伊勢志摩観光大使「伊勢志摩アンバサダー」就任（2017年-）。

## 人物
- ASIA PACIFIC SUPER MODEL CONTEST 日本代表
- 株式会社サンブンノナナ代表取締役社長
- SEVEN THREE. Director

## メディア出演

### テレビ
- おせん（日本テレビ系）
- KUNOICHI（TBS系）
- 明石家さんちゃんねる（TBS系）
- タイムショック21スペシャル（テレビ朝日系） - アシスタント
- HEY!HEY!HEY!（フジテレビ系） - アシスタントレギュラー
- まもなくHEY!HEY!HEY!（BSフジ） - MC
- FJ (フジテレビ系） - ナビゲーター

### ラジオ
- SOY PROTEIN beauty FIND YOUR VOICE（2025年4月 - 、J-WAVE）

## その他
- ウェザーニューズ第7期おは天キャスター（2007年9月 - 12月：中部地区担当）
- 城西大学イメージポスターモデル
- 舞台「櫻の園〜季節はずれの桜前線〜」（2011年7月13日 - 18日、横浜・相鉄本多劇場） - 倉田知世子 役
- お伊勢るるるん イメージムービー出演
- 里海泊事業推進協議会 伊勢志摩真珠体験イメージモデル（2019年8月-）
- 東京大神宮ビジュアルイメージモデル（2019年8月-）
- パールズコレクション２０２０in志摩　ゲスト出演